# Arctocephalus australis
L'otaria orsina sudamericana (Arctocephalus australis) è una specie di otaria orsina che si riproduce sulle coste di Cile, Argentina e Uruguay. La sua popolazione si aggira sui 250.000 esemplari.
Nel 1999 la popolazione di questa specie venne valutata sui 390.000 esemplari, molti di meno rispetto ai 500.000 del 1987. Nonostante tutte le colonie di questo animale godano di perfetta salute, questo calo di popolazione sta causando un po' di preoccupazione. Il maggior numero di queste otarie, 200.000, si incontra lungo le coste dell'Uruguay.

## Descrizione fisica
L'otaria orsina sudamericana ha la pelliccia di color grigio scuro. I maschi sono quasi completamente di questo colore, nonostante possano avere il pelame brizzolato di grigio o rossiccio. Le femmine e i maschi sub-adulti hanno il petto e il muso di color grigio più chiaro o rossiccio e le regioni inferiori ricoperte da una pelliccia marrone ruggine o grigio medio. Il muso, appuntito, ha la sommità piatta e presenta un naso di medie dimensioni che si estende oltre la bocca. Le narici sono rivolte in avanti. I padiglioni auricolari sono lunghi e prominenti e le vibrisse degli adulti, relativamente brevi, sono color bianco crema. I maschi adulti sono più grandi delle femmine ed hanno il collo più robusto e spalle più grandi. Inoltre, sulla testa e le spalle, i maschi sviluppano una criniera di lunghi peli di guardia. Le dimensioni di queste otarie variano in base alle località, ma in media i maschi adulti sono lunghi fino a 2 m e pesano 150–200 kg, mentre le femmine misurano fino a 1,5 m e pesano 30–60 kg. I neonati, lunghi tra i 60 e i 65 cm, pesano tra i 3,5 e i 5,5 kg.

## Habitat
L'otaria orsina sudamericana vive sulle coste dell'oceano neotropicale, dalla Penisola di Paracas, nel Perù meridionale, a sud, fino a Capo Horn, sulla costa pacifica, e a nord fino al Brasile meridionale, su quella atlantica. Vive anche sulle isole Falkland e su quelle di Staten ed Escondida. Preferisce coste ed isole rocciose, soprattutto quelle con pendici digradanti che forniscono zone d'ombra, sì che quest'animale possa sfuggire al calore del sole. Alcuni esemplari sono stati trovati anche nelle grotte marine del Perù: questi animali, prima di poter trovare un luogo per riposare, si sono dovuti arrampicare per 15 m. Le informazioni anatomiche su questo animale sono piuttosto scarse.
Sulla CBBC, le otarie orsine sudamericane delle coste cilene sono tra le protagoniste del programma televisivo Serious Ocean.